# Las persianas
«Las persianas» es una canción de estudio de la Banda de Rock alternativo Café Tacvba. Escrito por Rubén Albarrán, Fue lanzada por la discográfica Warner Music Group en 1992.

## Videoclip
El video musical se grabó en la Ciudad de México en el año 1992 y se muestra a la agrupación cantando y bailando vestidos de campesinos mientras aparece también una mujer con ellos mirandolos, explorando de los temas de nostalgia, dolor, arrepentimiento y las consecuencias de las acciones de uno. En el primer verso, el protagonista siente el peso de la nostalgia filtrándose, probablemente reminiscente de recuerdos pasados o conexiones perdidas. La caída de la noche añade a esta atmósfera melancólica, intensificando el anhelo y la carga. A pesar del dolor, la persona permanece junto a su pareja, aunque su amor se haya enfriado.

## Lista de canciones

### CD - Maxi single[4]
| Las persianas — Single |                 |          |  |
| N.º                    | Título          | Duración |  |
| 1.                     | «Las persianas» | 2:53     |  |

## Créditos
- Juan (Rubén Albarrán)
- Emmanuel Del Real
- Joselo Rangel
- Quique Rangel

## Posiciones en las listas
| Listas (2003)                              | Posición |
| ------------------------------------------ | -------- |
| Estados Unidos Billboard Hot Latin Tracks  | 17       |
| Estados Unidos Billboard Latin Pop Airplay | 6        |